# Privadas Santa Matilde
Santa Matilde también conocido como Privadas Santa Matilde, es una localidad de México, ubicada en el municipio de Zempoala, en el estado de Hidalgo.  Esta localidad se encuentra conurbada a la ciudad de Pachuca de Soto.

## Historia
El 30 de noviembre de 2005 se crea la localidad, oficialmente se reconocida el 16 de junio de 2008.

## Geografía
Se ubica en la región geográfica de la Cuenca de México (Valle de Tizayuca) y le corresponden las coordenadas geográficas 20° 01’ 13.472” de latitud norte y 98° 47’ 21.805” de longitud oeste, con una altitud de 2327 m s. n. m. En cuanto a fisiografía se encuentra dentro de la provincia del Eje Neovolcánico, y en la subprovincia de  Lagos y Volcanes de Anáhuac; su terreno es de llanura y lomerío. En lo que respecta a la hidrografía se encuentra posicionado en la región del Pánuco, dentro de la cuenca del río Moctezuma, en la subcuenca del río Tezontepec. Cuenta con un clima semiseco templado.

## Demografía
En 2020 registró una población de 17 589 personas, lo que corresponde al 30.38 % de la población municipal. De los cuales 8433 son hombres y 9156 son mujeres. Tiene 5087 viviendas particulares habitadas.
| Gráfica de evolución demográfica de Privadas Santa Matilde entre 2010 y 2020                 |
|                                                                                              |
| Población de los censos y conteos del Instituto Nacional de Estadística y Geografía (INEGI). |